# Сергей Скачков
Сергей Ростиславович Скачков (роден на 19 април 1956 г., Ленинград, СССР) е съветски и руски рок музикант, вокалист, клавирист, композитор, аранжор, бивш вокалист и фронтмен на групата „Земляне“.

## Биография
Започва да учи музика през 1973 г., докато е в Ленинградския колеж по корабно инструментално инженерство, специализирайки математика и програмиране. Първоначално се изявява като част от ленинградската рок група „Вечно движение“. През есента на 1974 г. организира собствена рок група „М 2103“ (кръстена на учебната му група в ЛТМП), която по-късно променя името си на „Април“, а след това става известна като „Какаду“.
На 23 февруари 2017 г. Сергей Скачков и музиканти от НП ЦДЮТ „Земляне“ изнасят концерт в Цхинвали (Република Южна Осетия). Скачков е награден с почетна грамота на президента на Република Южна Осетия.
Участва в много концерти и фестивали, както и в градски и професионални празнични събития и програми, включително фестивални рок концерти на байкшоута.
Подкрепя руската инвазия в Украйна в социалната мрежа „ВКонтакте“.